# NGC 3726
NGC 3726 (другие обозначения — UGC 6537, MCG 8-21-51, ZWG 242.45, IRAS11306+4718, PGC 35676) — спиральная галактика с перемычкой (SBc) в созвездии Большой Медведицы. Открыта Уильямом Гершелем в 1788 году.
По всей видимости, внешние части диска галактики искривлены, а также наблюдаются газ в протяжённых структурах в стороны севера и юга. Балдж довольно мал и не слишком влияет на распределение яркости в галактике. В галактике обнаружено три радиуса коротации, два из которых находятся дальше от центра, чем заканчивается бар. Оценки этих радиусов составляют 1,5—2,5 килопарсека, 4,5 килопарсека и около 8 килопарсек.
Этот объект входит в число перечисленных в оригинальной редакции «Нового общего каталога».
Галактика NGC 3726 входит в состав группы галактик M109. Помимо NGC 3726 в группу также входят ещё 42 галактики.